# Amber West
Amber Dawn West (nascida Stevens; Los Angeles, 7 de outubro de 1986) é uma atriz e modelo norte-americana, mais conhecida por seus papéis como Ashleigh Howard na série da ABC Family, Greek e Maya em 22 Jump Street.
Stevens começou a namorar o ator Andrew J. West depois que eles se conheceram enquanto coestrelavam em Greek. Eles se casaram em 5 de dezembro de 2014, na cidade de Los Angeles.